# リヒテンシュタイン

リヒテンシュタイン公国
Fürstentum Liechtenstein

国の標語：Für Gott, Fürst und Vaterland
（ドイツ語：神・公・祖国のために）
国歌：Oben am jungen Rhein（ドイツ語）
若きライン川上流に

リヒテンシュタイン公国（リヒテンシュタインこうこく、独: Fürstentum Liechtenstein）、通称リヒテンシュタインは、西ヨーロッパの立憲君主制国家。スイスとオーストリアに囲まれた国であり、ミニ国家の一つである。首都はファドゥーツ。欧州自由貿易連合（EFTA）加盟国。

## 国名
正式名称は公用語のドイツ語で Fürstentum Liechtenstein（ドイツ語発音: [ˈfʏʁstn̩tuːm ˈlɪçtn̩ʃtaɪn] フュルステントゥーム・リヒテンシュタイン）、Liechtenstein と表記する。公式の英語表記は Principality of Liechtenstein（プリンシパリティ・オヴ・リクテンスタイン）、略称、Liechtenstein。日本政府（外務省）による日本語表記はリヒテンシュタイン公国（略称：リヒテンシュタイン（リヒテンスタイン））。後述のように「リヒテンシュタイン侯国」を正しい訳語とする主張もある。リヒテンシュタイン公国がある現地のアレマン語（リヒテンシュタイン方言）では、Förschtatum Liachtaschta（フェアシュタツーム・リアハタシュタ）と表記される。英語表記で国名・形容詞とも Liechtenstein、国民は Liechtensteiner。
元首であるリヒテンシュタイン家の当主の称号はドイツ語で「Fürst」であり、「Herzog」（公爵、英語の「duke」）より一段下の爵位であるため、「公爵」ではなく「侯爵」と訳すべきとの主張もある。なお、日本国外務省は「公爵」と表記しており、リヒテンシュタイン公と表記する際の「公」は君主の意味である。
なお、英語においては「prince（プリンス）」とされ、国家体制は「Principality」と訳される。「Principality」は日本語において通例「公国」と訳される。英語における「プリンス」は広義的には多義的であり、公爵位のみを指すものではなく王侯貴族である領主を全般的に指す言葉である。リヒテンシュタイン家の当主の親族（男子）の称号は「Prinz」であり、「プリンス」と同義であるが、これは日本語においては「公子」と訳されるのが通例である。

## 歴史
リヒテンシュタイン家は神聖ローマ帝国・ハプスブルク帝国における大貴族の家系であり、オーストリア・モラビア・シレジアなどに大きな領土を持っていた。現在のリヒテンシュタインの領域にあたるシェレンベルク＝ファドゥーツはその中の一部に過ぎず、歴代君主はウィーンに居住していた。1719年、シェレンベルク＝ファドゥーツは領邦国家としてのリヒテンシュタイン公国として認められた。
1806年に神聖ローマ帝国が解体されると主権独立国家となり、翌年にライン同盟に参加した。地理的にもオーストリア帝国に近く、普墺戦争ではオーストリア側について動員を行った。このため戦後ドイツ帝国にも加わらなかった。1867年には永世中立国となり、1868年には議会がヨーハン2世の大権を無視して軍隊の廃止を議決している。第一次世界大戦では中立を守ったが、連合国側からは不信感を抱かれていた。1916年には、国土を教皇領として教皇に献上し、侯家はその代官となるという秘密交渉が行われたが、侯位継承予定者のアロイスらが難色を示したため実現しなかった。
戦後、庇護者であったオーストリア帝国を失ったリヒテンシュタインはスイスに接近し、通貨をスイス・フランに切り替えた。連合国との関係が悪かったため戦後も国際連盟には加盟できなかったが、この際にチェコスロバキアを除く国からは国家としての承認を受けている。1920年には国内に居住しなくても多額の金を納めたものに国籍を認める「財政帰化制度」を導入しているが、これはナチス・ドイツの迫害から逃れるユダヤ系ドイツ人を多く受け入れることにつながり、ドイツ側がリヒテンシュタインを犯罪者の逃亡地であると非難することにつながった。
1938年3月12日にドイツがオーストリアを併合した（アンシュルス）。老齢で、ユダヤ人女性を妻としていたフランツ1世はフランツ・ヨーゼフ2世に譲位し、フランツ・ヨーゼフ2世はファドゥーツに移住した。ドイツ側はリヒテンシュタインの併合は不可能であると判断したが、フランツ・ヨーゼフ2世らはドイツへの友好姿勢を見せながらも独立維持に腐心していた。3月30日、フランツ・ヨーゼフ2世の仲介で進歩市民党と親独的な野党祖国連合の連立が成立し、ヨーゼフ・ホープが首相となった。これに不満を持った親ナチズム的な祖国連合の一部が分離し、リヒテンシュタインのドイツ国民運動（VDBL）を結成した。
ホープ政権は1939年4月4日にせまっていた総選挙を前に比例代表制へと選挙制度を改正し、18％という極めて高い阻止条項をもうけ、さらに進歩市民党・祖国連合の名簿を改選議席と同数にすることでほぼ選挙を無効化した（1939年リヒテンシュタイン総選挙）。進退窮まったVDBLは3月22日にドイツとの合邦を宣言するクーデターをおこす計画を行ったが未遂に終わり、逮捕される動きになった。5月29日に行われた聖霊降臨祭の祝典では4000人の国民がフランツ・ヨーゼフ2世への忠誠を示した。第二次世界大戦の勃発を受けて8月30日には厳正中立を宣言したが、祖国連合やVDBLの一部はなおもドイツへの併合をめざしていた。しかしドイツ側はスイスとの一体性が強いことと、重要性の低さから併合には踏み切らなかった。また1942年からは連合国と接触を図り、戦後の主権の維持などについて交渉を行っている。1943年にはフランツ・ヨーゼフ2世は非常大権を用いて議員任期の無期延長を行い、国内の統一を図った。大戦中リヒテンシュタイン領国内が地上戦の戦火に巻き込まれることはなく、ドイツ国内にあったリヒテンシュタイン家の財産保全にも成功した。しかし戦前戦後を通じてチェコスロバキア・ポーランド内にあったリヒテンシュタイン家の領地は没収された。またスイスも要衝であったエルホルンの併合を要求し、これを割譲している。戦後においては中立政策を推進して親独性を薄める動きが強まり、国歌の一部を変更するに至っている。1990年の国際連合加盟以降は国際機関への参加を積極的に行うようになっている。

### 年表
- 1608年 カール1世が世襲君主であるリヒテンシュタイン侯に叙任される。リヒテンシュタイン侯爵家の始まり[10]。
- 1623年 カール1世の弟のマクシミリアンとグンダカルがそれぞれ帝国諸侯となる[21]。
- 1699年 ヨハン・アダム・アンドレアスがシェレンベルク男爵領（ドイツ語版）を購入。
- 1712年 ヨハン・アダム・アンドレアスがファドゥーツ伯爵領（ドイツ語版）を購入。
- 1719年 神聖ローマ皇帝カール6世は、リヒテンシュタイン家が買収したファドゥーツ伯爵領とシェレンベルク男爵領とを併せてリヒテンシュタイン侯領とすることを認可（リヒテンシュタインの始まり）[22][10]。
- 1806年 神聖ローマ帝国の崩壊によって独立国となり、翌年にライン同盟に参加する。
- 1815年 ドイツ連邦に加入。
- 1852年 オーストリア帝国との関税同盟を締結。
- 1866年 ドイツ連邦解体
- 1867年 永世中立国となる。
- 1868年 軍隊を廃止。
- 1919年 オーストリアとの関税同盟を解消。
  - 9月14日-スイスのベルンに最初の在外公館を設置[23]
- 1921年 憲法制定。スイス・フランを通貨とする。
- 1923年 スイスと関税同盟を結ぶ。
- 1938年 ナチス・ドイツがオーストリアを併合（アンシュルス）。オーストリアに在住していたフランツ・ヨーゼフ2世はファドゥーツに移住する。
- 1984年6月 女性参政権を認める。
- 1990年 国際連合に加盟する[12]。
- 1991年 欧州自由貿易連合（EFTA）に加盟する[12]。
- 1995年 欧州経済領域（EEA）、世界貿易機関（WTO）に加盟する[12]。
- 2003年 憲法を改正[12]。
- 2011年 シェンゲン協定に加盟する。

## 政治
元首はリヒテンシュタイン侯で、リヒテンシュタイン家の当主による男子世襲制である。欧州の君主制国家の元首が象徴・儀礼的存在であるのに対して、侯は立法権・外交権・議会の解散権・法案の拒否権など強い権限を有している。2003年には君主の権限はさらに強化され、2012年に行われた国民投票でも、侯の拒否権保持を76％の国民が支持している。また、侯の歳費は、国費ではなくリヒテンシュタイン家の私財から拠出されており、さらに別途で多大な寄付も行っている。
このように君主が政治の実権を持つものの、国民の自由と権利、法の支配、議会政治などの民主主義制度が充分に整備・保証されているため、一般に立憲君主制と見做されている。現在の君主ハンス・アダム2世侯は、2004年に長男のアロイスを摂政に指名して統治権を譲り、自らは名目上の元首としての地位のみを有している。
議会は一院制で、「Landtag（国会）」と称する。議員定数25、任期4年、解散あり。選挙は、複数投票制と比例代表制を組み合わせた直接選挙で行われる。女性参政権が認められたのは、世界的に見ても遅い1984年である。
議院内閣制を採用している。行政府の長である首相は議会の第一党党首が侯によって任命される。また、副首相には第二党の党首が任命される。政党は進歩市民党（Fortschrittliche Bürgerpartei in Liechtenstein）と祖国連合(Vaterländische Union）が二大政党である。
歴史的経緯から、民法はオーストリアの民法が基本となっており、刑法はスイスの刑法を基本としている。死刑制度は廃止されている。

## 国際関係
1919年の合意に拠り、スイスが利益代表を務めている。現在も欧州評議会以外においてはスイスが利益代表を務めている。欧州連合には加盟していない。

### 対日本国関係
日本との関係では、侯家と皇室との交流は伝統的に行われていたが、正式に両国が外交関係を結んだのは1996年6月である。

### 対チェコ・スロバキア関係
第一次世界大戦後に成立したチェコスロバキアは貴族称号を廃し、リヒテンシュタイン家が有していた爵位も廃された。当時、リヒテンシュタイン家はチェコスロバキアにおける第二位の大地主であったが、その半分は1920年から1938年に実施された土地改革で没収され、更に補償金も僅かなものであった。リヒテンシュタインは国際連盟の調停を求めたが、国際問題化を避けようとしたチェコスロバキアはリヒテンシュタインの主権を認めようとしなかった。1938年7月になってようやくチェコスロバキアはリヒテンシュタインの主権を認めたが、まもなくチェコスロバキア自体がナチス・ドイツによって解体されてしまったため、両国関係は進展しなかった。
第二次世界大戦終結直後の1945年、復活したチェコスロバキア政府は、同国領内の敵性国民（旧枢軸国民やチェコ及びスロバキア民族の敵と規定されている）からの農業財産を無償で没収した（ベネシュ布告1945年第28号令）が、これにはリヒテンシュタイン家の残存領地も含まれていた。リヒテンシュタインはこれに抗議し、長らく両国家関係は緊張した状態が続いた。冷戦終結後に解体されたチェコスロバキアの承継国であったチェコとスロバキアの国家承認も行っていなかったが、2009年7月13日にチェコとの外交関係開設を、同年12月9日にはスロバキアとの外交関係開設をそれぞれ発表した。

## 軍事
普墺戦争で当時密接な関係にあったオーストリアが敗北し、安全保障政策の見直しが必要となった。しかし自国の軍事力では近隣諸国に到底対抗できないため、1868年に軍を解体し非武装中立政策に転換する。
第一次世界大戦後におけるオーストリア＝ハンガリー帝国の崩壊以降はスイスとの関係を強化している。このためリヒテンシュタイン国内には有事の際にはスイスの軍事的援助が行われるという見方が広まっているが、スイスがリヒテンシュタインを保護する条約上の義務は存在していない。第二次世界大戦中にはスイスはリヒテンシュタインを同一の経済圏内に置くことで保護したが、リヒテンシュタインのみが攻撃された場合には防衛しないという立場を明確にしていた。スイス軍は国民保護の観点からリヒテンシュタインと協力を行うことはしばしばあり、リヒテンシュタイン国内の防災訓練にスイス軍が参加することもある。
また、100名ほどの国家警察は隣接する諸国の軍（スイス軍およびオーストリア軍）と密接な関係を持っている。

## 地理

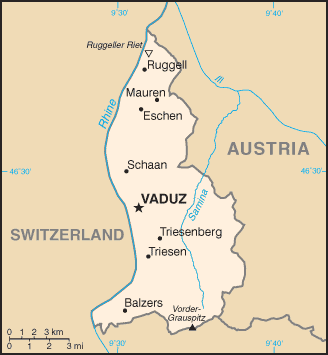
リヒテンシュタインの地理

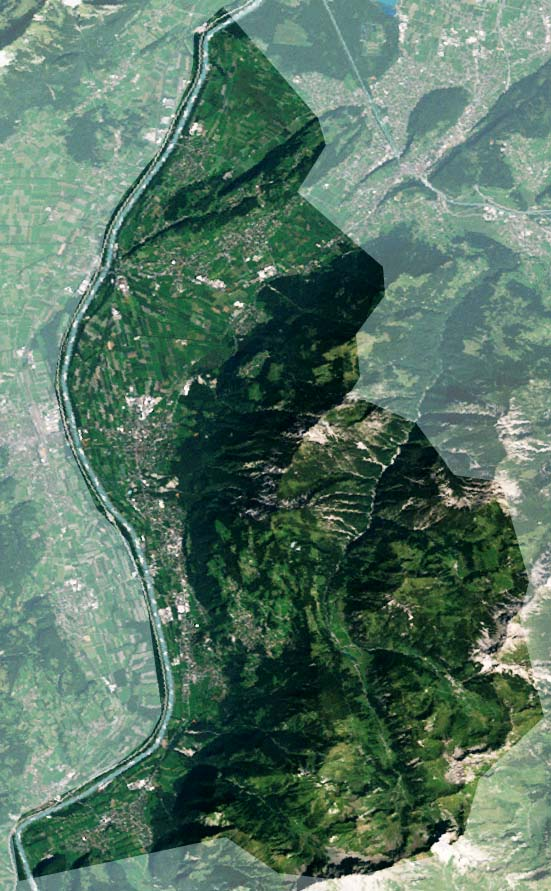
ランドサット衛星写真

国境を接する全ての国が内陸国の「二重内陸国」（海に出るために少なくとも2つの国境を越えなければならない国のこと）である。面積は南北に25キロメートル、東西に6キロメートルと狭い。日本の小豆島とほぼ同じである。世界で6番目に小さい国。ドイツのシュヴェービッシュ・アルプスの延長線上に連なり、国土は山がち（最高地点2599m）だが南風が卓越し比較的温暖である。分水嶺は比較的全土的に分散されており、西はライン川に沿ってスイス（ザンクト・ガレン州・グラウビュンデン州）、東はオーストリア（フォアアールベルク州）と接している。

## 地方行政区分
全部で11の基礎自治体（Gemeinde、ゲマインデ）に分かれる。これらは旧ファドゥーツ伯爵領のオーバーラント（Oberland、高地）と旧シェレンベルク男爵領のウンターラント（Unterland、低地）に分けることができ、現在でも国政選挙の選挙区としてこの区分が残っている。

### オーバーラント
- シャーン
- トリーゼン
- トリーゼンベルク
- バルザース
- ファドゥーツ
- プランケン

### ウンターラント
- エッシェン
- ガンプリン
- シェレンベルク
- マウレン
- ルッゲル

## 経済

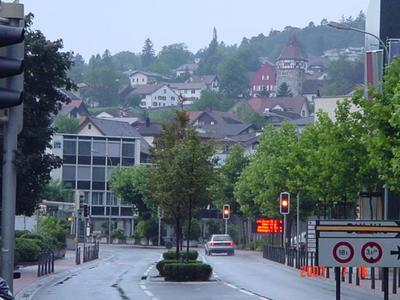
首都中心部

主要な産業は精密機械、牧畜と医療。ほかに観光、国際金融、切手発行もよく知られている。スイスとの関税同盟があり、郵便や電話の制度はスイスと共通となっている。
タックス・ヘイブンとしても知られ、税金免除を目的とした外国企業のペーパーカンパニーも集中しており、人口よりも法人企業数が多いと言われる。これら法人税が税収の40%に及び、この結果、一般の国民には直接税（所得税、相続税、贈与税）がない。
近年はEUとの課税に関する条約に調印し、EU市民の預金については利子課税がなされることになった。ただし、これらの税は、個々の預金者の情報を相手国に通知することなしに一括してリヒテンシュタインから各国に支払われるため、銀行の守秘義務そのものは維持されている（同様の銀行守秘義務を維持している国は、欧州ではスイス、モナコ、サンマリノがある）。
OECDが指名する「非協力的タックス・ヘイブン・リスト」（租税回避地）に掲載されている7カ国の1つであったが、2009年5月の時点で他の二ヶ国（アンドラ、モナコ）と共にリストから削除されている。
この国に拠点を持つ会社としては、薄膜コーティング装置の製造および、コーティングの受託加工のエリコンバルザース社、電動工具・鋲打機・墨出し機などのヒルティ社、プロ用オーディオコネクターのノイトリック社、歯科材料のイボクラー社などが有名。労働者の約半数はスイス、オーストリアから毎日越境している。

### エネルギー
国内では石油・石炭・天然ガスなどの化石燃料は産出されず、諸外国からの輸入に依存している。
電力は、国営の電力会社であるリヒテンシュタイン発電所（LKW）が発電所の運用や電力網の維持などの管理を行っている。2023年に同社によって供給された電力のうち、国内での発電量は29.86%に過ぎない。また、全体の68.69%は再生可能エネルギーによって賄われている。

### 観光

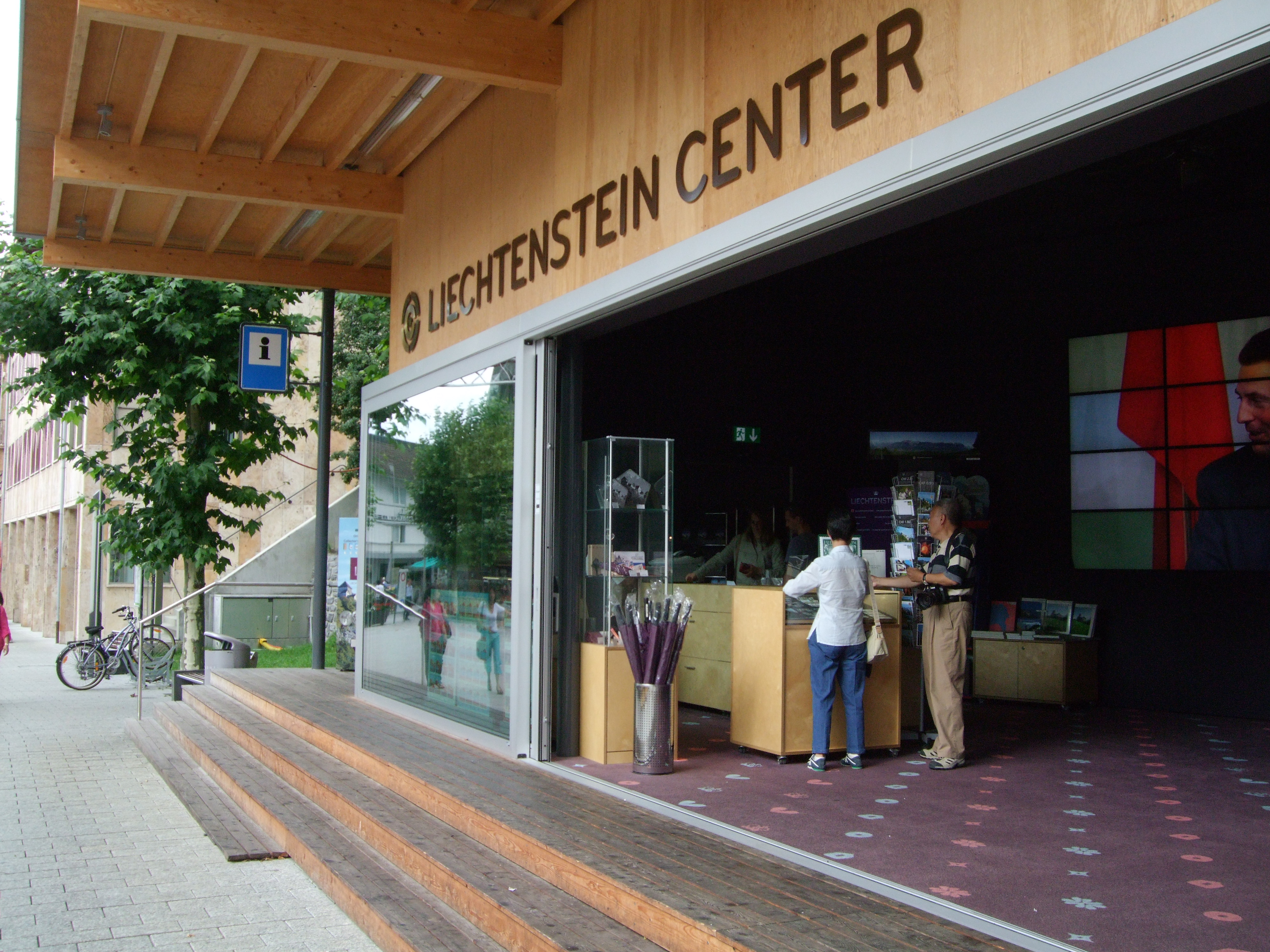
ファドゥーツ中心部にあるリヒテンシュタインセンター。観光案内の他、パスポートに入国証明のスタンプを押してくれる。

リヒテンシュタインの観光資源は史跡が中心となっている。
- ファドゥーツ城 - 現在でもリヒテンシュタイン侯の官邸であるため一般公開はされていない。
- シャーラング城
- ハインシャッツェ城

## 交通

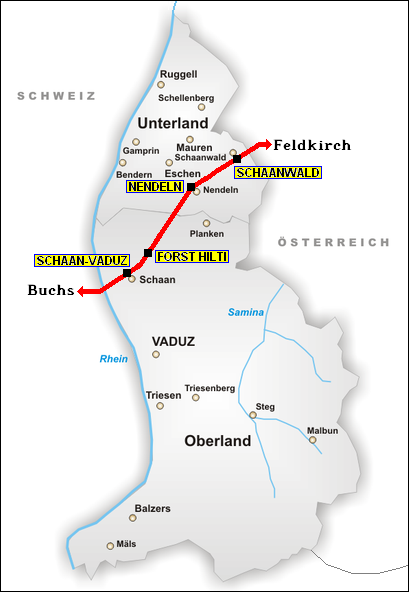
鉄道・駅の地図

国内の主要な交通は路線バスであり、各所を結ぶ路線が頻繁に運転されている。黄色い車体のリヒテンシュタインバスをよく目にすることができる。主なバス停は郵便局の前であることが多い。バスはライン川対岸のスイスの鉄道駅（ザルガンスやブックス）のほか、オーストリアのフェルトキルヒ駅への路線もある。また、ユーロで運賃を支払うこともできる。
国内を鉄道が走っており、駅が3駅ある（主要駅はシャーン・ファドゥーツ駅）。2013年まではオーストリアとの国境付近にシャーンヴァルト駅があったが現在運用されていない。運行をしているのはオーストリア国鉄である。オーストリアとスイスを結ぶ国際急行列車も通るが、リヒテンシュタイン国内の駅は全て通過する。
空港は存在しない。もっとも近い主要国際空港はスイスのチューリッヒ空港である。

## 国民

### 民族・人種
住民はアレマン人が大半で、ゲルマン系のアレマン人が86%、その他イタリア人、トルコ人などが14%である。

### 言語
公用語は標準ドイツ語だが、現地住民は上部ドイツ語に属するアレマン語系最高地アレマン語の一方言を使用し、その他にトリーゼンベルクではヴァリス語が使用される。

### 婚姻
婚姻の際は、夫婦別姓、同姓、複合姓から選択できる。

### 宗教
宗教はローマ・カトリックが79.9%、プロテスタント（ルター派、カルヴァン派）が8.5%、その他にイスラムなどが5.4%存在する（2010年時点）。

### 教育
リヒテンシュタインの教育制度はスイスの教育制度に酷似している点を持っている。 同国における識字率は100％とかなり高めである。
傍ら、スカウト運動を積極的に進めており、ボーイスカウトの参加率が高いことでも知られている。
同国の公立大学はリヒテンシュタイン大学のみとなっている。

## 治安
リヒテンシュタインは治安の良い国として知られているが、旅行者が多い点からそれに関連する一般犯罪が発生している。
同国の犯罪統計によれば、2019年の犯罪件数は1990件（前年比0.6%増）で、内訳は財産犯罪（窃盗・車両盗・器物損壊・詐欺等）が720件、薬物：793件、傷害（脅迫を含む）：198件、性犯罪：17件となっている。

## 文化
リヒテンシュタインでは、冬場でも水風呂に入る習慣がある。

### 食文化
参照:リヒテンシュタイン料理
リヒテンシュタインの料理は、周辺国の料理であるスイス料理、ドイツ料理、フランス料理に共通したものが多い。
チーズフォンデュ、オムレツ、シュニッツェル、ザワークラウトなどがよく食べられている。
- ハファラーブ（Hafalaab） - ハムやベーコンを入れて作ったコーンミールの団子を入れたスープ[36]。
- カスクノーフル（Käsknöpfle） - すいとんにも似た小麦粉の生地にクリームやチーズをかけて食べる。リヒテンシュタインの国民食的な料理[37]。

### 文学
チェコの作家カレル・チャペックの「山椒魚戦争」ではサンショウウオによる世界水没に対処するため、ファドゥーツで各国による国際会議が開かれた。

### 世界遺産
リヒテンシュタインには現在、世界遺産となるものが存在していない。

### スポーツ
リヒテンシュタインでも他のヨーロッパ諸国同様に、サッカーが最も人気のスポーツとなっている。さらにバドミントンも盛んであり全国選手権大会が開催されている。アルペンスキーも盛んで、1980年レークプラシッドオリンピックで金メダルを獲得したハンニ・ウェンツェルを始め多くのメダリストを輩出している。オリンピックにおいては、これまでの大会で銅メダルの獲得者が多い。また、欧州小国競技大会を開催し参加している。
サッカー
リヒテンシュタインサッカー連盟は欧州サッカー連盟（UEFA）に加盟しているが、加盟する55の国と地域の中で唯一国内プロサッカーリーグを保持しておらず、国内のサッカークラブはスイス・スーパーリーグに参加している。このため、UEFAチャンピオンズリーグの予選および本大会に「国内リーグの結果」によって出場可能なチームが存在しない（スイス・スーパーリーグで仮に優勝すれば、スイスの出場枠によって出る事は可能）。一方でカップ戦（リヒテンシュタイン・カップ）は開催されているため、UEFAヨーロッパリーグには予選1回戦から出場可能となっている。
サッカーリヒテンシュタイン代表は、これまでFIFAワールドカップやUEFA欧州選手権の本大会には未出場となっている。FIFAランキングの過去最高は、2008年1月に記録した118位である。

## 著名な出身者
- ヨーゼフ・ラインベルガー - 作曲家、オルガン奏者
- オットマール・ハスラー - 政治家
- クラウス・チュッチャー - 政治家
- シュトゥク・マグワート - 政治家
- バラック・ライディヒベルク - 画家
- ヨアヒム・スタンフォール - 物理学者
- ライラック・マッケンザー - 小説家
- マルコ・ビュッヘル - アルペンスキー選手
- ハンニ・ウェンツェル - アルペンスキー選手
- アンドレアス・ウェンツェル - アルペンスキー選手
- ヴィリー・フロンメルト - アルペンスキー選手
- パウル・フロンメルト - アルペンスキー選手
- マリオ・フリック - 元サッカー選手
- マルティン・シュトックラサ - 元サッカー選手
- ペーター・イェーレ - 元サッカー選手
- フランツ・ブルクマイアー - 元サッカー選手